# Metaphidippus fastosus
Metaphidippus fastosus là một loài nhện trong họ Salticidae.
Loài này thuộc chi Metaphidippus. Metaphidippus fastosus được Arthur Merton Chickering miêu tả năm 1946.